# Leucauge clarki
Leucauge clarki är en spindelart som beskrevs av George Hazelwood Locket 1968. Leucauge clarki ingår i släktet Leucauge och familjen käkspindlar.
Artens utbredningsområde är Angola. Inga underarter finns listade i Catalogue of Life.